# Archieparquía de Tikrit de los sirios
La archieparquía titular de Tikrit de los sirios (en latín: Archieparchia Tagritensis) es una archieparquía titular metropolitana de la Iglesia católica conferida a miembros de la Iglesia católica siria. Corresponde a una antigua arquidiócesis de la Iglesia ortodoxa siria cuya sede estaba en la ciudad de Tikrit (o Takrit) en Irak. De acuerdo al Anuario Pontificio, Takrit fue la sede metropolitana de la provincia de Persia. 

## Historia
Takrit fue una antigua sede metropolitana de la Iglesia ortodoxa siria, conocida como la Iglesia jacobita.
El Anuario Pontificio, que ubica la sede en Persia, no contiene el nombre de la ciudad o asentamiento que hoy se puede identificar con Tikrit. En cambio, Lequien identifica el sitio con la actual ciudad iraquí de Tikrit (por lo tanto, en la antigua Mesopotamia).

### Sede titular
Una sede titular católica es una diócesis que ha cesado de tener un territorio definido bajo el gobierno de un obispo y que hoy existe únicamente en su título. Continúa siendo asignada a un obispo, quien no es un obispo diocesano ordinario, pues no tiene ninguna jurisdicción sobre el territorio de la diócesis, sino que es un oficial de la Santa Sede, un obispo auxiliar, o la cabeza de una jurisdicción que es equivalente a una diócesis bajo el derecho canónico.
La arquidiócesis de Tikrit fue restablecida como archieparquía metropolitana titular de Tikrit de los sirios en 1986, ya que apareció listada en el Anuario Pontificio 1987. Fue conferida por primera vez por la Santa Sede el 6 de julio de 1963 al obispo auxiliar Clément Ignace Mansourati.

## Cronología de los obispos

### Obispos de la sede residencial
(...)

### Obispos de la sede titular
- Jules Mikhael Al-Jamil † (1 de agosto de 1986-3 de diciembre de 2012 falleció)
  - Sede vacante, desde el 3 de diciembre de 2012[3]